# PlayStation Network
PlayStation Network (PSN) — це цифровий медіа-розважальний сервіс, що надається компанією Sony Interactive Entertainment. Запущений 11 листопада 2006 року, PSN спочатку був задуманий для ігрових консолей PlayStation, але незабаром поширився на смартфони, планшети, програвачі Blu-ray та телевізори високої чіткості. Станом на квітень 2016 року було задокументовано понад 110 мільйонів користувачів, із яких 70 мільйонів активні щомісяця.
Послуги PlayStation Network присвячені інтернет-ринку (PlayStation Store), послуги преміум-підписки для покращених ігрових і соціальних функцій (PlayStation Plus), трансляції фільмів, оренді та придбанню (PlayStation Video), службам телевізійного програмування у хмарі (PlayStation Vue), потоковому передаванню музики (PlayStation Music) та службі хмарних ігор (PlayStation Now).

## PlayStation Network в Україні

Країни, в яких доступний сервіс PlayStation Network

В Україні PSN офіційно працює з 2010 року. Також з 16 лютого 2011 року в Україні офіційно працює PlayStation Store[джерело?].

## Реєстрація користувачів
Реєстрація здійснюється через приставки PlayStation 4, PlayStation 3, PlayStation Portable, PlayStation Vita або через персональний комп'ютер. Існують два типи облікових записів: Основні і Додаткові. Основні облікові записи надають повний доступ до всіх типів налаштувань, включаючи батьківський контроль, але створити основний обліковий запис можуть тільки користувач старше 18 років. Додаткові облікові записи створюються за необхідності та мають набір обмежень, які встановлюються користувачем основного облікового запису.
Оскільки Основні / Додаткові облікові записи не прив'язані до серійного номера PlayStation 3, їх можна використовувати на різних ігрових приставках у вигляді гостьових облікових записів, таким чином одна ігрова приставка може мати кілька основних облікових записів. Хоча незареєстровані користувачі можуть отримувати доступ і переглядати PlayStation Store, реєстрація обов'язкова для покупки цифрового контенту. Одного разу куплені, мультимедійні файли можуть бути завантажені не більше ніж на 5 ігрових приставок, однак якщо обліковий запис користувача буде видалений з ігрової приставки, куплений цифровий контент стане недійсним і буде заблокований.
Мережа PlayStation Network була запущена в листопаді 2006 року одночасно із запуском ігрової приставки PlayStation 3 в Північній Америці і Японії. Через перенесення запуску в Європі на березень 2007 року, Sony дозволила користувачам в Європі здійснити попередню реєстрацію в PlayStation Network через персональний комп'ютер, щоб вони могли зарезервувати вподобані ідентифікатори PSN, і надалі використовувати їх в день офіційного запуску сервісу.
З моменту створення і запуску користувачам мережі не дозволяється змінювати ім'я облікового запису, що пов'язано з бажанням компанії правильно реалізувати цей процес. У листопаді 2014 року представник компанії повідомив, що реалізація функціоналу зміни ніка запланована і рано чи пізно буде доступний всім користувачам.

## Сервіси
15 травня 2006 року на PlayStation Business Conference Sony оприлюднила свій мережевий сервіс для PlayStation 3, умовно названий «PlayStation Network Platform» з безкоштовними мережевими іграми. Повний список можливостей, доступний при запуску, був представлений на їх TGS 2006 прес-конференції.
Повний список поточних і планованих сервісів для PlayStation Network такий:
Облікові записи
- Регульована система реєстрація Основних / Додаткових облікових записів
- Ідентифікатор облікового запису / Ім'я користувача / Профілі
- Портативний ідентифікатор, картка з профілем користувача, концептуально схожа на Картку гравця Xbox

Зв'язок / Спільнота
- Результати / Ранги для порівняння користувачів
- Трофеї [Архівовано 11 квітня 2021 у Wayback Machine.] / винагороду за досягнення в іграх
- Віртуальна присутність / Аватари
- Список друзів (до 100 друзів. З виходом PlayStation 4 кількість друзів у списку стало необмеженим)
- Голос / Відчути / Текстовий ігровий чат (Потрібні Bluetooth / USB навушники з мікрофоном або PlayStation Eye, або EyeToy. Відеочат вимагає тільки вебкамеру, оскільки PlayStation Eye вже має вбудований мікрофон. Текстовий чат може використовуватися в грі).
- Інтеграція з Програмою миттєвого обміну повідомленнями
- Інтернет Браузер і Пошуковик Google
- PlayStation Home
- Life With PlayStation
- Adhoc Party для PlayStation Portable (тільки для Японії)

Торгівля / Розваги
- PlayStation Store
- Qore (тільки для Північної Америки)
- OPMHD (тільки для Європи)
- VidZone (тільки для Європи і Австралії)

## PlayStation Store
PlayStation Store — це мережевий комерційний сервіс для PlayStation Network. Магазин використовує як реальну валюту, так і Картки Playstation Network. The PlayStation Store оновлюється щочетверга (за деяким винятком) цифровим контентом, таким як повні і демоверсії ігор, ігрові трейлери, анонси фільмів, шпалери XMB, XMB-теми, фільми та телевізійні шоу.
Починаючи з травня 2010 року компанія Sony випускає оновлення для американського PlayStation Store не щочетверга, як це було раніше, а щовівторка, що пов'язане зі своєрідною боротьбою компанії з Microsoft.
У квітні 2014 роки для власників PlayStation 4 додана функція дозавантаження, що дозволяє завантажити гру на приставку до дати її релізу, що дозволяє в день релізу не чекати закінчення завантаження, а відразу ж почати грати.

### Класика PSOne
Класика PSOne, яка стартувала 3 травня 2007 — це сервіс, що дозволяє користувачам PlayStation 3 і PlayStation Portable завантажувати ігри PSOne прямо на їх жорсткі диски або Memory Stick для передачі на PSP.

### PS Plus
16 червня 2010 року Джек Треттон (англ. Jack Tretton) на виставці Electronic Entertainment Expo в Лос-Анджелес повідомив про запуск платного сервісу, який отримав назву PS Plus. Безкоштовна підписка продовжить своє існування без будь-яких змін, але для гравців, які хочуть отримати більше від сервісу, буде доступна платна підписка, що дозволяє отримувати:
- Доступ до демо-версій ігор раніше інших гравців;
- безкоштовні ігри;
- Запрошення до закритих бета-тестуванням різних ігор;
- Знижки на ігри, поширювані через PlayStation Store;
- і багато іншого;
- Для власників консолі  Playstation 4  наявність  PS Plus  підписки обов'язково для доступу до багато користувальної гри

Сервіс був запущений 29 червня 2010 року на території США (розділ сервісу PS Plus на сайті Playstation 3 [Архівовано 19 жовтня 2012 у Wayback Machine.]). Вартість річної передплати — 49.99 $. До кінця липня 2010 року діяло спеціальна пропозиція — при покупці річної передплати 3 додаткових місяці гравець отримував в подарунок. Спочатку Sony планувала оновлювати контент PS Plus  на щомісячній основі.

### Оновлення 2022 року
3 грудня 2021 року Bloomberg повідомив, що Sony працює над новим сервісом підписки під кодовою назвою «Spartacus», який буде об'єднанням поточних сервісів компанії, PlayStation Plus та PlayStation Now, при цьому компанія, як повідомляється, збереже бренд Plus. Повідомлялося, що сервіс включає три рівні: перший включає всі переваги PlayStation Plus, другий розширює перший, додаючи каталог ігор для PlayStation 4 та PlayStation 5, а третій розширює перші два, додаючи демо-версії, а також каталог ігор для PlayStation , PlayStation 2, PlayStation 3 та PlayStation Portable. 
Bloomberg стверджував, що сервіс буде запущено на початку 2022 року та конкуруватиме з сервісом Xbox Game Pass від Microsoft.
Оновлений сервіс PlayStation Plus з трирівневою моделлю підписки був офіційно підтверджений компанією Sony у березні 2022 року, запуск якого відбудеться у червні 2022 року; новий сервіс спочатку був запущений в азійських країнах, за винятком Японії, 23 травня 2022 року, в Японії — 1 червня 2022 року, в Північній Америці — 13 червня 2022 року, а в Європі — 22 червня 2022 року. 
Існуючий сервіс став PlayStation Plus Essential, PlayStation Plus Extra додатково надає користувачеві доступ до 400 ігор для PS4 та PS5 у вигляді завантажуваних назв, а PlayStation Plus Premium додає доступ до 340 ігор для PlayStation, PS2, PS3 та PSP, потокову передачу всіх згаданих вище ігор та завантаження всіх ігор, крім PS3. 
Для ринків без хмарного потокового передавання Sony пропонує альтернативну версію Premium під назвою PlayStation Plus Deluxe, яка включає переваги Premium за зниженою ціною без хмарного потокового передавання чи ігор для PS3. 